# Naked News

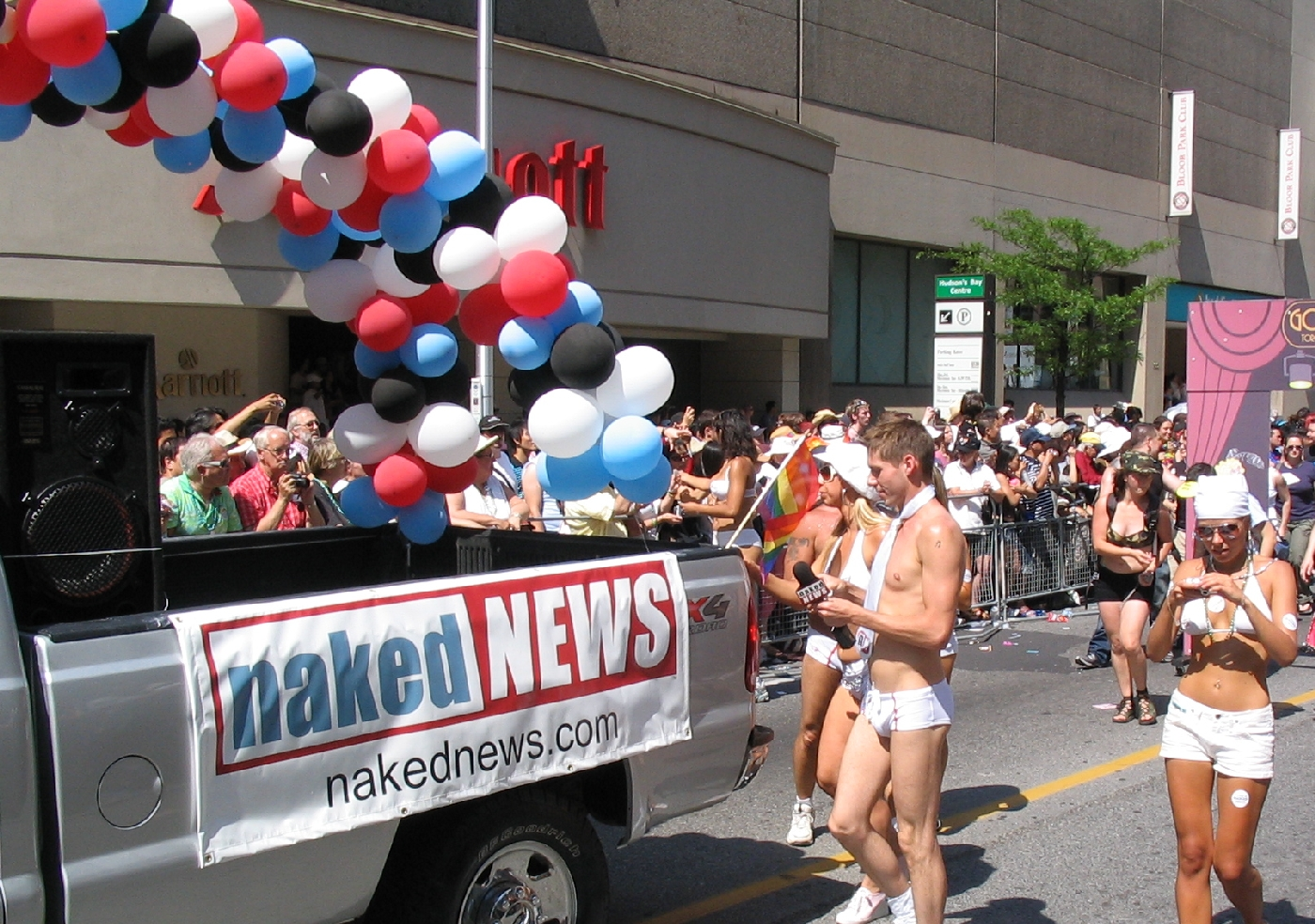
Naked News na parada gay de Toronto, 2007.

Naked News é um telejornal canadense, com versões para a Coreia do Sul, Japão, Itália e Portugal (exibido pela SIC Radical com o nome de Nutícias), exibido pela internet e televisão a cabo pelo sistema pay per view, na qual os apresentadores fazem striptease ao lerem as notícias, até ficarem completamente nus. O termo Naked News significa literalmente Notícias nuas, e é um trocadilho em função dos apresentadores ficarem sem roupa.
Possui mulheres nuas lendo boletins de notícias derivados de agências de notícias. O estúdio de produção do show está localizado em Toronto, Canadá. Há 6 novos programas diários por semana, com duração de aproximadamente 22 minutos. As integrantes do elenco do sexo feminino lêem as notícias completamente nuas ou se despiram ao apresentar seus vários segmentos, incluindo entretenimento, esportes, filmes, comida, sexo e relacionamentos.  Naked News TV!  É um desdobramento do programa da web e é transmitido em TV paga em vários países ao redor do mundo.

O programa foi criado em junho de 2000, inspirado por um episódio da série cómica britânica Monty Python's Flying Circus. O site já chegou a receber 6 milhões de visitas mensais. Em 2010, estudantes da Universidade de Cambridge fizeram um programa inspirado no Naked News para a Cambridge University Television.